# Eichhorst, Friedland
Eichhorst är en ortsteil i staden Friedland i Landkreis Mecklenburgische Seenplatte i förbundslandet Mecklenburg-Vorpommern i Tyskland. Eichhorst var en kommun fram till 25 maj 2014 när den uppgick i Friedland. Kommunen Eichhorst hade 474 invånare 2014.